# Ascidiidae
Ascidiidae Herdman, 1882 è una famiglia di organismi tunicati della classe Ascidiacea.

## Tassonomia
La famiglia comprende i seguenti generi:
- Ascidia Linnaeus, 1767
- Ascidiella Roule, 1884
- Fimbrora Monniot C. & Monniot F., 1991
- Phallusia Savigny, 1816
- Psammascidia F.Monniot, 1962